# Число Гартмана
Число Гартмана ({\displaystyle \mathrm {Ha} }) — критерий подобия в магнитной гидродинамике, который, как и число Чандрасекара, определяет отношение магнитной силы к вязкой. Оно может быть записано следующим образом:
{\displaystyle \mathrm {Ha} =BL{\sqrt {\frac {\varsigma }{\eta }}}={\sqrt {\mathrm {Ch} }},}
где
- {\displaystyle B} — индукция магнитного поля;
- {\displaystyle \eta } — динамическая вязкость;
- {\displaystyle \varsigma } — электропроводность;
- {\displaystyle L} — характеристическая длина;
- {\displaystyle \mathrm {Ch} } — число Чандрасекара.

Число Гартмана определяет характер течения проводящей жидкости или плазмы в магнитном поле. При {\displaystyle \mathrm {Ha} \ll 1} влияние магнитного поля мало и сохраняется обычное течение (течение Пуазёйля).
Также число Гартмана определяет характерный размер гидромагнитного пограничного слоя (слоя Гартмана) — слоя жидкости вблизи стенок, где происходит основное падение скорости и наибольший градиент поточной скорости: толщина этого слоя обратно пропорциональна числу Гартмана.
Названо в честь Ю. Хартмана.